# 2009–2010-es GP2 Asia Series
A 2009–2010-es GP2 Asia Series volt a sorozat harmadik idénye. A szezon 2009. október 31-én kezdődött és 2010. március 14-én ért véget. Négy fordulóból, fordulónként két futamból állt. A pontverseny első három helyén olasz versenyzők zártak. A bajnok Davide Valsecchi lett, mögötte Luca Filippi és Giacomo Ricci volt a sorrend. A második helyen a két pilóta pontegyenlőséggel végzett, kettejük között a több második helyezés döntött Filippi javára.

## Csapatok és versenyzők
| Csapat                  | Rajtszám | Pilóta               | Futamok |
| ----------------------- | -------- | -------------------- | ------- |
| DAMS                    | 1        | Christian Vietoris   | mind    |
| DAMS                    | 2        | Edoardo Piscopo      | mind    |
| Piquet GP Rapax Team    | 3        | Vladimir Arabadzhiev | mind    |
| Piquet GP Rapax Team    | 4        | Daniel Zampieri      | 1–3     |
| Piquet GP Rapax Team    | 4        | Luiz Razia           | 4       |
| Barwa Addax Team        | 5        | Max Chilton          | 1, 3–4  |
| Barwa Addax Team        | 5        | Giedo van der Garde  | 2       |
| Barwa Addax Team        | 6        | Luiz Razia           | 1       |
| Barwa Addax Team        | 6        | Sergio Pérez         | 2–3     |
| Barwa Addax Team        | 6        | Rodolfo González     | 4       |
| ART Grand Prix          | 7        | Marcus Ericsson      | 1       |
| ART Grand Prix          | 7        | Jules Bianchi        | 2–4     |
| ART Grand Prix          | 8        | Sam Bird             | mind    |
| Arden International     | 11       | Charles Pic          | mind    |
| Arden International     | 12       | Rodolfo González     | 1       |
| Arden International     | 12       | Javier Villa         | 2–4     |
| Super Nova Racing       | 14       | James Jakes          | 1       |
| Super Nova Racing       | 14       | Marcus Ericsson      | 2       |
| Super Nova Racing       | 14       | Jake Rosenzweig      | 3–4     |
| Super Nova Racing       | 15       | Josef Král           | mind    |
| iSport International    | 16       | Oliver Turvey        | mind    |
| iSport International    | 17       | Davide Valsecchi     | mind    |
| Trident Racing          | 18       | Johnny Cecotto, Jr.  | 1       |
| Trident Racing          | 18       | Dani Clos            | 2, 4    |
| Trident Racing          | 18       | Adrian Zaugg         | 3       |
| Trident Racing          | 19       | Plamen Kralev        | mind    |
| MalaysiaQi-Meritus.com  | 20       | Luca Filippi         | mind    |
| MalaysiaQi-Meritus.com  | 21       | Diego Nunes          | 1       |
| MalaysiaQi-Meritus.com  | 21       | Alexander Rossi      | 2–4     |
| Ocean Racing Technology | 22       | Alexander Rossi      | 1       |
| Ocean Racing Technology | 22       | Max Chilton          | 2       |
| Ocean Racing Technology | 22       | Yelmer Buurman       | 3–4     |
| Ocean Racing Technology | 23       | Fabio Leimer         | mind    |
| Scuderia Coloni         | 24       | Roldán Rodríguez     | 1       |
| Scuderia Coloni         | 24       | Alberto Valerio      | 2       |
| Scuderia Coloni         | 24       | Álvaro Parente       | 3–4     |
| Scuderia Coloni         | 25       | Will Bratt           | mind    |
| David Price Racing      | 26       | Michael Herck        | mind    |
| David Price Racing      | 27       | Giacomo Ricci        | mind    |

## Tesztek
Az Asia Series szezonja egy kétnapos teszttel kezdődött Abu Dzabiban október 23–24-én.
| Helyszín           | Ország                  | Időpont     | Napszak | Győztes versenyző | Csapat               | Leggyorsabb kör |
| ------------------ | ----------------------- | ----------- | ------- | ----------------- | -------------------- | --------------- |
| Yas Marina Circuit | Egyesült Arab Emírségek | Október 23. | Reggel  | Davide Valsecchi  | iSport International | 1:57.504        |
| Yas Marina Circuit | Egyesült Arab Emírségek | Október 23. | Délután | Luca Filippi      | Meritus              | 1:52.842        |
| Yas Marina Circuit | Egyesült Arab Emírségek | Október 24. | Reggel  | Davide Valsecchi  | iSport International | 1:52.355        |
| Yas Marina Circuit | Egyesült Arab Emírségek | Október 24. | Délután | Luca Filippi      | Meritus              | 1:51.415        |

## Versenynaptár
| Verseny | Verseny | Helyszín                              | Ország                  | Időpont     | Pole pozíció              | Leggyorsabb kör                         | Győztes versenyző              | Győztes konstruktőr     | Összefoglaló |
| ------- | ------- | ------------------------------------- | ----------------------- | ----------- | ------------------------- | --------------------------------------- | ------------------------------ | ----------------------- | ------------ |
| 1       | V1      | Yas Marina Circuit                    | Egyesült Arab Emírségek | Október 31. | Davide Valsecchi 1:51:964 | Davide Valsecchi 1:53:341 (32. kör)     | Davide Valsecchi 1:07:49:810 s | iSport International    | Összefoglaló |
| 1       | V2      | Yas Marina Circuit                    | Egyesült Arab Emírségek | November 1. |                           | Davide Valsecchi 1:52:070 (22. kör)     | Christian Vietrois 43:18:814   | DAMS                    | Összefoglaló |
| 2       | V1      | Yas Marina Circuit                    | Egyesült Arab Emírségek | Február 5.  | Charles Pic 1:52:497      | Vladimir Arabadzhiev 1:51:872 (28. kör) | Oliver Turney 1:04:55:310      | iSport International    | Összefoglaló |
| 2       | V2      | Yas Marina Circuit                    | Egyesült Arab Emírségek | Február 6.  |                           | Davide Valsecchi 1:52:061               | Davide Valsecchi 41:00:566     | iSport International    | Összefoglaló |
| 3       | V1      | Bahrain International Circuit, Szahír | Bahrein                 | Február 26. | Jules Bianchi 1:43.474    | Javier Villa 1:47.035                   | Davide Valsecchi 1:02:05.146   | iSport International    | Összefoglaló |
| 3       | V2      | Bahrain International Circuit, Szahír | Bahrein                 | Február 27. |                           | Jules Bianchi 1:46.499                  | Charles Pic 41:11.650          | Arden International     | Összefoglaló |
| 4       | V1      | Bahrain International Circuit, Szahír | Bahrein                 | Március 13. | Luca Filippi 2:07.087     | Luca Filippi 2:09.823 (27. kör)         | Luca Filippi 1:06:15.383s      | Malaysia Qi-Meritus.com | Összefoglaló |
| 4       | V2      | Bahrain International Circuit, Szahír | Bahrein                 | Március 14. |                           | Jules Bianchi 2:09:787 (3. kör)         | Giacomo Ricci 43:47.744s       | DPR                     | Összefoglaló |

## Végeredmény
(Táblázat értelmezése)

(Félkövér: pole-pozícióból indult; dőlt: leggyorsabb kört futott) 

### Versenyzők
| Helyezés | Versenyző            | ABU1 FEA | ABU1 SPR | ABU2 FEA | ABU2 SPR | BHR1 FEA | BHR1 SPR | BHR2 FEA | BHR2 SPR | Pont |
| -------- | -------------------- | -------- | -------- | -------- | -------- | -------- | -------- | -------- | -------- | ---- |
| 1        | Davide Valsecchi     | 1        | 2        | 2        | 1        | 1        | 20       | 2        | 4        | 56   |
| 2        | Luca Filippi         | 2        | 8        | 14†      | 17       | 2        | 18       | 1        | 8        | 29   |
| 3        | Giacomo Ricci        | Ki       | Ki       | 5        | 3        | 4        | 2        | 5        | 1        | 29   |
| 4        | Javier Villa         |          |          | 4        | 11       | 3        | 3        | 7        | 6        | 19   |
| 5        | Charles Pic          | Ki       | 15       | 10       | 8        | 5        | 1        | 3        | 19       | 18   |
| 6        | Oliver Turvey        | 8        | 4        | 1        | 5        | 9        | 6        | 9        | 11       | 17   |
| 7        | Sam Bird             | 18†      | 18       | Ki       | Ki       | 13       | 4        | 6        | 2        | 12   |
| 8        | Álvaro Parente       |          |          |          |          | 6        | Ki       | 4        | 3        | 12   |
| 9        | Alexander Rossi      | 4        | 5        | 6        | 9        | Ki       | Ki       | 11       | 5        | 12   |
| 10       | Christian Vietoris   | 6        | 1        | Ki       | 14       | 14       | 9        | Ki       | 14       | 9    |
| 11       | Josef Král           | 5        | 3        | 9        | Ki       | 21       | 11       | 16       | 10       | 8    |
| 12       | Jules Bianchi        |          |          | 3        | 7        | 10       | Hn       | 10       | Ki       | 8    |
| 13       | Michael Herck        | 13       | 9        | 7        | 2        | 23       | 13       | 18       | Ki       | 7    |
| 14       | James Jakes          | 3        | 10       |          |          |          |          |          |          | 6    |
| 15       | Sergio Pérez         |          |          | 12       | 4        | 7        | 17       |          |          | 5    |
| 16       | Edoardo Piscopo      | 9        | 7        | Ki       | 16       | 15       | 5        | 8        | Ni       | 3    |
| 17       | Johnny Cecotto, Jr.  | 7        | 6        |          |          |          |          |          |          | 3    |
| 18       | Max Chilton          | 16       | 17       | 8        | 6        | 18       | 12       | 19†      | 15       | 2    |
| 19       | Adrian Zaugg         |          |          |          |          | 8        | 19       |          |          | 1    |
| 20       | Vladimir Arabadzhiev | Ki       | Ki       | 13       | 10       | 17       | 7        | 12       | 9        | 0    |
| 21       | Yelmer Buurman       |          |          |          |          | 12       | 10       | 13       | 7        | 0    |
| 22       | Daniel Zampieri      | 15       | Ki       | Ki       | 15       | 11       | 8        |          |          | 0    |
| 23       | Roldán Rodríguez     | 10       | 14       |          |          |          |          |          |          | 0    |
| 24       | Marcus Ericsson      | 11       | 12       | 17†      | 12       |          |          |          |          | 0    |
| 25       | Will Bratt           | 12       | Ki       | 11       | 21†      | 16       | Ki       | 15       | 16       | 0    |
| 26       | Luiz Razia           | Ki       | 11       |          |          |          |          | Ki       | 13       | 0    |
| 27       | Dani Clos            |          |          | Ki       | 13       |          |          | 14       | 12       | 0    |
| 28       | Diego Nunes          | Ki       | 13       |          |          |          |          |          |          | 0    |
| 29       | Rodolfo González     | 14       | 16       |          |          |          |          | Ki       | Ki       | 0    |
| 30       | Jake Rosenzweig      |          |          |          |          | 19       | 14       | 17       | 17       | 0    |
| 31       | Fabio Leimer         | 17       | Ki       | Ki       | Ki       | 20       | 15       | Ki       | Ni       | 0    |
| 32       | Alberto Valerio      |          |          | 15       | 18       |          |          |          |          | 0    |
| 33       | Plamen Kralev        | Ki       | Ki       | 16       | 20       | 22       | 16       | Ki       | 18       | 0    |
| 34       | Giedo van der Garde  |          |          | Ki       | 19       |          |          |          |          | 0    |
| Helyezés | Versenyző            | ABU1 FEA | ABU1 SPR | ABU2 FEA | ABU2 SPR | BHR1 FEA | BHR1 SPR | BHR2 FEA | BHR2 SPR | Pont |

### Csapatok
| Helyezés | Csapat                  | Rajt- szám | ABU1 FEA | ABU1 SPR | ABU2 FEA | ABU2 SPR | BHR1 FEA | BHR1 SPR | BHR2 FEA | BHR2 SPR | Pont |
| -------- | ----------------------- | ---------- | -------- | -------- | -------- | -------- | -------- | -------- | -------- | -------- | ---- |
| 1        | iSport International    | 16         | 8        | 4        | 1        | 5        | 9        | 6        | 9        | 11       | 73   |
| 1        | iSport International    | 17         | 1        | 2        | 2        | 1        | 1        | 20       | 2        | 4        | 73   |
| 2        | Arden International     | 11         | Ki       | 15       | 10       | 8        | 5        | 1        | 3        | 19       | 37   |
| 2        | Arden International     | 12         | 14       | 16       | 4        | 11       | 3        | 3        | 7        | 6        | 37   |
| 3        | David Price Racing      | 26         | 13       | 9        | 7        | 2        | 23       | 13       | 18       | Ki       | 36   |
| 3        | David Price Racing      | 27         | Ki       | Ki       | 5        | 3        | 4        | 2        | 5        | 1        | 36   |
| 4        | MalaysiaQi-Meritus.com  | 20         | 2        | 8        | 14†      | 17       | 2        | 18       | 1        | 8        | 34   |
| 4        | MalaysiaQi-Meritus.com  | 21         | Ki       | 13       | 6        | 9        | Ki       | Ki       | 11       | 5        | 34   |
| 5        | ART Grand Prix          | 7          | 11       | 12       | 3        | 7        | 10       | Hn       | 10       | Ki       | 20   |
| 5        | ART Grand Prix          | 8          | 18†      | 18       | Ki       | Ki       | 13       | 4        | 6        | 2        | 20   |
| 6        | Super Nova Racing       | 14         | 3        | 10       | 17†      | 12       | 19       | 14       | 17       | 17       | 14   |
| 6        | Super Nova Racing       | 15         | 5        | 3        | 9        | Ki       | 21       | 11       | 16       | 10       | 14   |
| 7        | DAMS                    | 1          | 6        | 1        | Ki       | 14       | 14       | 9        | Ki       | 14       | 12   |
| 7        | DAMS                    | 2          | 9        | 7        | Ki       | 16       | 15       | 5        | 8        | Ni       | 12   |
| 8        | Scuderia Coloni         | 24         | 10       | 14       | 15       | 18       | 6        | Ki       | 4        | 3        | 12   |
| 8        | Scuderia Coloni         | 25         | 12       | Ki       | 11       | 21†      | 16       | Ki       | 15       | 16       | 12   |
| 9        | Ocean Racing Technology | 22         | 4        | 5        | 8        | 6        | 12       | 10       | 13       | 7        | 9    |
| 9        | Ocean Racing Technology | 23         | 17       | Ki       | Ki       | Ki       | 20       | 15       | Ki       | Ni       | 9    |
| 10       | Barwa Addax Team        | 5          | 16       | 17       | Ki       | 19       | 18       | 12       | 19†      | 15       | 5    |
| 10       | Barwa Addax Team        | 6          | Ki       | 11       | 12       | 4        | 7        | 17       | Ki       | Ki       | 5    |
| 11       | Trident Racing          | 18         | 7        | 6        | Ki       | 13       | 8        | 19       | 14       | 12       | 4    |
| 11       | Trident Racing          | 19         | Ki       | Ki       | 16       | 20       | 22       | 16       | Ki       | 18       | 4    |
| 12       | Piquet GP Rapax Team    | 3          | Ki       | Ki       | 13       | 10       | 17       | 7        | 12       | 9        | 0    |
| 12       | Piquet GP Rapax Team    | 4          | 15       | Ki       | Ki       | 15       | 11       | 8        | Ki       | 13       | 0    |
| Helyezés | Csapat                  | Rajt- szám | ABU1 FEA | ABU1 SPR | ABU2 FEA | ABU2 SPR | BHR1 FEA | BHR1 SPR | BHR2 FEA | BHR2 SPR | Pont |